# 张旭东 (曲艺演员)
张旭东（？—），中国曲艺表演艺术家，现任四川省曲艺家协会副主席，中国曲艺家协会副主席。